# Baalbek
Baalbek (/ˈbɑːlbɛk/), đúng là Baʿalbek (tiếng Ả Rập: بعلبك, đã Latinh hoá: Ba’labakk, Syriac-Aramaic: ܒܥܠܒܟ) hoặc Balbec, Baalbec còn được gọi là Baalbeck, là một thành phố nằm ở phía đông sông Litani trong Thung lũng Beqaa của Liban, cách thủ đô Beirut 85 km (53 mi) về phía đông bắc. Nó là thủ phủ của tỉnh Baalbek-Hermel. Vào thời Hy Lạp và La Mã, Baalbek còn được gọi là Heliopolis. Năm 1998, Baalbek có dân số 82.608 người, chủ yếu là người Hồi giáo Shia, sau đó là Hồi giáo Sunni và Kitô giáo.
Đây là nơi có quần thể đền thờ Baalbek bao gồm hai trong số những tàn tích đền thờ La Mã lớn nhất và vĩ đại nhất là Đền thờ Bacchus và Đền thờ Jupiter. Nó được UNESCO công nhận là Di sản thế giới từ năm 1984.

## Khí hậu
| Dữ liệu khí hậu của Baalbek             | Dữ liệu khí hậu của Baalbek | Dữ liệu khí hậu của Baalbek | Dữ liệu khí hậu của Baalbek | Dữ liệu khí hậu của Baalbek | Dữ liệu khí hậu của Baalbek | Dữ liệu khí hậu của Baalbek | Dữ liệu khí hậu của Baalbek | Dữ liệu khí hậu của Baalbek | Dữ liệu khí hậu của Baalbek | Dữ liệu khí hậu của Baalbek | Dữ liệu khí hậu của Baalbek | Dữ liệu khí hậu của Baalbek | Dữ liệu khí hậu của Baalbek |
| Tháng                                   | 1                           | 2                           | 3                           | 4                           | 5                           | 6                           | 7                           | 8                           | 9                           | 10                          | 11                          | 12                          | Năm                         |
| --------------------------------------- | --------------------------- | --------------------------- | --------------------------- | --------------------------- | --------------------------- | --------------------------- | --------------------------- | --------------------------- | --------------------------- | --------------------------- | --------------------------- | --------------------------- | --------------------------- |
| Trung bình ngày tối đa °C (°F)          | 9.0 (48.2)                  | 9.8 (49.6)                  | 13.7 (56.7)                 | 19.0 (66.2)                 | 24.4 (75.9)                 | 29.6 (85.3)                 | 32.5 (90.5)                 | 33.0 (91.4)                 | 29.0 (84.2)                 | 23.7 (74.7)                 | 16.3 (61.3)                 | 11.1 (52.0)                 | 20.9 (69.7)                 |
| Trung bình ngày °C (°F)                 | 4.4 (39.9)                  | 5.0 (41.0)                  | 8.2 (46.8)                  | 12.8 (55.0)                 | 17.2 (63.0)                 | 22.0 (71.6)                 | 24.3 (75.7)                 | 25.1 (77.2)                 | 21.0 (69.8)                 | 16.7 (62.1)                 | 10.7 (51.3)                 | 6.3 (43.3)                  | 14.5 (58.1)                 |
| Tối thiểu trung bình ngày °C (°F)       | −0.1 (31.8)                 | 0.3 (32.5)                  | 2.8 (37.0)                  | 6.6 (43.9)                  | 10.1 (50.2)                 | 14.4 (57.9)                 | 16.2 (61.2)                 | 17.2 (63.0)                 | 13.1 (55.6)                 | 9.7 (49.5)                  | 5.2 (41.4)                  | 1.6 (34.9)                  | 8.1 (46.6)                  |
| Lượng Giáng thủy trung bình mm (inches) | 103 (4.1)                   | 86 (3.4)                    | 60 (2.4)                    | 31 (1.2)                    | 17 (0.7)                    | 1 (0.0)                     | 0 (0)                       | 0 (0)                       | 2 (0.1)                     | 16 (0.6)                    | 49 (1.9)                    | 79 (3.1)                    | 444 (17.5)                  |
| Nguồn:                                  |                             |                             |                             |                             |                             |                             |                             |                             |                             |                             |                             |                             |                             |

## Thành phố kết nghĩa
- Bari, Ý
- L'Aquila, Ý
- Thrace, Hy Lạp
- Yogyakarta, Indonesia[9]